# Bebryce brunnea
Bebryce brunnea is een zachte koraalsoort uit de familie Plexauridae. De koraalsoort komt uit het geslacht Bebryce. Bebryce brunnea werd in 1908 voor het eerst wetenschappelijk beschreven door Nutting. 